# Aeonium diplocyclum
Aeonium diplocyclum là một loài thực vật có hoa trong họ Crassulaceae. Loài này được (Webb ex Bolle) T.H.M.Mes miêu tả khoa học đầu tiên năm 1995.